# Festival europeo dei cori giovanili
Il Festival europeo dei cori giovanili (in tedesco Europäisches Jugendchorfestival, EJCF) è un festival triennale per i cori giovanili, principalmente europei.
Le edizioni si sono tenute negli anni 1992, 1995, 1998, 2001, 2004, 2007 e 2010.
A partire dall'edizione del 2004 hanno partecipato cori di provenienza non solo europea, dal Sudafrica e da Riversul, nello stato di San Paolo, in Brasile.
Il festival non prevede alcuna competizione. Il coro ospitante è il Coro di ragazzi di Basilea, il cui direttore Beat Raaflaub è il consigliere artistico della presidenza del festival stesso.

## Cori partecipanti

### 1992
| Coro                                           | Città           | Nazione     |
| ---------------------------------------------- | --------------- | ----------- |
| Die Ghespeelkens                               | Wilrijk         | Belgio      |
| Mädchenchor Dobritsch                          | Dobrič          | Bulgaria    |
| Kammerchor des Schiller-Gymnasiums             | Heidenheim      | Germania    |
| Kinderchor der Max-Reger-Musikschule           | Meiningen       | Germania    |
| The Cambridgeshire Boys' Choir                 | Cambridge       | Inghilterra |
| Tütarlastekoor Ellerhein                       | Tallinn         | Estonia     |
| Les petits chanteurs de Lyon                   | Lione           | Francia     |
| Kinderchor Martve                              | Tbilisi         | Georgia     |
| Kinderchor Aghias Triados                      | Salonicco       | Grecia      |
| Coro giovanile della scuola comunale di musica | Ruda            | Italia      |
| Jugendchor der Landesmusikschule Wels          | Wels            | Austria     |
| Glinka-Knabenchor                              | San Pietroburgo | Russia      |
| Kammerchor des Musikgymnasiums Stockholm       | Stoccolma       | Svezia      |
| I cantori della Turrita                        | Bellinzona      | Svizzera    |
| Les petits chanteurs de Notre-Dame de Valère   | Sion            | Svizzera    |
| Scuola corale della cattedrale di Lugano       | Lugano          | Svizzera    |

### 1995
| Coro                                             | Città                 | Nazione     |
| ------------------------------------------------ | --------------------- | ----------- |
| Mädchenchor der Musik-Akademie Tirana            | Tirana                | Albania     |
| Les petits chanteurs arménien                    | Erevan                | Armenia     |
| Freiburger Domsingknaben                         | Friburgo in Brisgovia | Germania    |
| Choir of New College Oxford                      | Oxford                | Inghilterra |
| Tütarlastekoor Ellerhein                         | Tallinn               | Estonia     |
| Mädchenchor Kiimingin Kiurut                     | Kiminki               | Finlandia   |
| Les petits chanteurs de Thann                    | Thann                 | Francia     |
| Coro femminile dell'Accademia filarmonica romana | Roma                  | Italia      |
| Kinderchor des Rumänischen Rundfunks             | Bucarest              | Romania     |
| Chœur St-Michel                                  | Friburgo              | Svizzera    |
| Scuola corale della cattedrale di Lugano         | Lugano                | Svizzera    |
| Singschule Chur                                  | Coira                 | Svizzera    |
| Chor des Gymnasiums Liestal                      | Liestal               | Svizzera    |
| Budapester Jugendchor                            | Budapest              | Ungheria    |
| Philadelphia Boys' Choir                         | Filadelfia            | Stati Uniti |

### 1998
| Coro                                          | Città          | Nazione   |
| --------------------------------------------- | -------------- | --------- |
| Mädchenchor der Musikschule Jordan Misja      | Tirana         | Albania   |
| Schola cantorum "Cantate Domino"              | Aalst          | Belgio    |
| Kinderchor des Bulgarischen Rundfunks         | Sofia          | Bulgaria  |
| Kammerchor des Vaskivuori-Musikgymnasiums     | Vantaa         | Finlandia |
| Knabenchor Azouliukas                         | Vilnius        | Lituania  |
| Mädchenchor Sandefjord                        | Jentekor       | Norvegia  |
| Choir of Saint Mary's Cathedral               | Edimburgo      | Scozia    |
| Coro polifonico del Moesano                   | Lostallo       | Svizzera  |
| Crescendo - Chœur d'enfants du Chablais       | Aigle/Bex      | Svizzera  |
| Chor des Gymnasiums Oberwil                   | Oberwil        | Svizzera  |
| Carmina slovenica                             | Maribor        | Slovenia  |
| Cor Vivaldi - Els petits cantors de Catalunya | Barcellona     | Spagna    |
| Tyberg Childrens Choir                        | Città del Capo | Sudafrica |
| Mädchenchor Jitro                             | Hradec Králové | Rep. Ceca |
| Knabenchor der Nationalen Musikakademie Kiew  | Kiev           | Ucraina   |

### 2001
| Coro                                      | Città        | Nazione            |
| ----------------------------------------- | ------------ | ------------------ |
| Els petits cantors d'Andorra              | Encamp       | Andorra            |
| Kinderchor des Mitteldeutschen Rundfunks  | Lipsia       | Germania           |
| Kammerchor des Vaskivuori-Musikgymnasiums | Vantaa       | Finlandia          |
| Kinderchor La Cigale Champagnat           | Issenheim    | Francia            |
| Jugendchor Balsis                         | Riga         | Lettonia           |
| Knabenchor Rigaer Dom                     | Riga         | Lettonia           |
| Mädchenchor Skopje                        | Skopje       | Macedonia del Nord |
| Boys' Choir of St. George's Church        | Belfast      | Irlanda del Nord   |
| Polnische Nachtigallen                    | Poznań       | Polonia            |
| Madrigalistas de Lisboa                   | Lisbona      | Portogallo         |
| Chœur St-Michel                           | Friburgo     | Svizzera           |
| Coro Calicantus                           | Locarno      | Svizzera           |
| Vocalensemble Voices                      | Münchenstein | Svizzera           |
| Jugendchor Ysgol Glanaethwy               | Bangor       | Galles             |
| Knabenchor Kapella Khloptchikau           | Minsk        | Bielorussia        |

### 2004
| Coro                                    | Città       | Nazione            |
| --------------------------------------- | ----------- | ------------------ |
| Jugendchor Santa Cecilia                | Riversul    | Brasile            |
| Volkstanzensemble Iglika                | Plovdiv     | Bulgaria           |
| Mädchenchor Wernigerode                 | Wernigerode | Germania           |
| Mädchenchor Morten Boerup               | Skanderborg | Danimarca          |
| Skólakór Kársness                       | Kópavogur   | Islanda            |
| I piccoli musici di Casazza             | Bergamo     | Italia             |
| Mädchenchor Skopje                      | Skopje      | Macedonia del Nord |
| Jugendchor Gloria                       | Chișinău    | Moldavia           |
| Chor des Gymnasiums Muttenz             | Muttenz     | Svizzera           |
| Vocalensemble Krambambuli               | Curaglia    | Svizzera           |
| Solothurner Singknaben                  | Soletta     | Svizzera           |
| Crescendo - Chœur d'enfants du Chablais | Aigle/Bex   | Svizzera           |
| Jugendchor Koca Kolarov                 | Zrenjanin   | Serbia             |
| Kinderchor Magnolia                     | Sobrance    | Slovacchia         |

### 2007
| Coro                                 | Città        | Nazione     |
| ------------------------------------ | ------------ | ----------- |
| Mädchenchor Speghani                 | Eriwan       | Armenia     |
| Jugendchor Clari Cantus              | Kessel-Lo    | Belgio      |
| Sofia Boys' Choir                    | Sofia        | Bulgaria    |
| Die Primaner                         | Berlino      | Germania    |
| Kinderchor Tapiola                   | Espoo        | Finlandia   |
| Kinderchor Köktem                    | Almaty       | Kazakistan  |
| Jugendchor Kivi                      | Vilnius      | Lituania    |
| Niederländischer Jugendchor          | Utrecht      | Paesi Bassi |
| Scholares minores pro musica antiqua | Poniatowa    | Polonia     |
| I cantori della Turrita              | Bellinzona   | Svizzera    |
| Schweizer Jugendchor                 | Lucerna      | Svizzera    |
| Jugendchor molto cantabile           | Lucerna      | Svizzera    |
| Chor des Gymnasiums Münchenstein     | Münchenstein | Svizzera    |
| Escolanía de Montserrat              | Montserrat   | Spagna      |
| Genova Vocal Ensemble                | Genova       | Italia      |
| Kinderchor Severaček                 | Liberec      | Rep. Ceca   |